# Wo Jia
Wo Jia (沃甲) (siglo XIV a. C. - 1466 a. C) fue un rey de China de la dinastía Shang.
En las Memorias históricas, Sima Qian le coloca en el puesto decimoquinto de la lista de reyes Shang, sucediendo a su hermano,  Zu Xin (祖辛). Fue entronizado en el año de Renyan (壬寅), con Bi (庇) como su capital. Gobernó alrededor de 25 años (según otras fuentes, 20 años), antes de su muerte. Le fue dado el nombre póstumo de Wo Jia, y fue sucedido por su sobrino, Zu Ding (祖丁).
Inscripciones sobre huesos oraculares desenterrados en Yinxu dan datos alternativos. Sería el decimocuarto rey de la lista Sang, con el nombre póstumo de Qiang Jia (羌甲).